# Турбйорн Нільссон
Турбйорн Нільссон (швед. Torbjörn Nilsson, нар. 9 липня 1954, Вестерос, Вестманланд, Швеція) — шведський футболіст, що грав на позиції півзахисника. По завершенні ігрової кар'єри — футбольний тренер. Найкращий шведський футболіст 1982 року.
Як гравець насамперед відомий виступами за ІФК Гетеборг, а також національну збірну Швеції.
Дворазовий чемпіон Швеції. Володар Кубка УЄФА.

## Клубна кар'єра
Народився 9 липня 1954 року в місті Вестерос. Вихованець футбольної школи клубу Юнсеред ІФ.
У дорослому футболі дебютував 1971 року виступами за команду клубу «Юнсеред», в якій провів чотири сезони. Протягом 1975—1976 років захищав кольори команди клубу ІФК Гетеборг.
Своєю грою за останню команду привернув увагу представників тренерського штабу клубу ПСВ, до складу якого приєднався 1976 року. Відіграв за команду з Ейндговена наступні один сезон своєї ігрової кар'єри.
1977 року повернувся до клубу ІФК Гетеборг. Цього разу провів у складі його команди п'ять сезонів. Більшість часу, проведеного у складі ІФК, був основним гравцем команди. У складі ІФК Гетеборг був одним з головних бомбардирів команди, маючи середню результативність на рівні 0,54 голу за гру першості.
З 1982 року два сезони захищав кольори команди клубу 1.ФК Кайзерслаутерн. Граючи у складі «Кайзерслаутерна» також здебільшого виходив на поле в основному складі команди. В новому клубі був серед найкращих голеодорів, відзначаючись забитим голом в середньому щонайменше у кожній третій грі чемпіонату.
З 1984 року знову, цього разу два сезони захищав кольори команди клубу ІФК Гетеборг. Тренерським штабом нового клубу також розглядався як гравець «основи». І в цій команді продовжував регулярно забивати, в середньому 0,63 рази за кожен матч чемпіонату.
Завершив професійну ігрову кар'єру у нижчоліговому клубі Юнсеред ІФ, у складі якого свого часу починав футбольні виступи. Прийшов до команди як граючий тренер 1988 року, захищав її кольори до припинення виступів на професійному рівні у 1990.

### Статистика виступів у єврокубках
| Сезон             | Клуб                | Турнір          | Досягнення    | Матчі | Голи | Примітки                            |
| ----------------- | ------------------- | --------------- | ------------- | ----- | ---- | ----------------------------------- |
| 1979-80           | ІФК Гетеборг        | Кубок кубків    | 1/4 фіналу    | 6     | 1    |                                     |
| 1980-81           | ІФК Гетеборг        | Кубок УЄФА      | 1/32 фіналу   | 2     | 3    |                                     |
| 1981-82           | ІФК Гетеборг        | Кубок УЄФА      | Переможець    | 12    | 9    | Найкращий бомбардир турніру         |
| 1982-83           | 1.ФК Кайзерслаутерн | Кубок УЄФА      | 1/4 фіналу    | 8     | 4    |                                     |
| 1983-84           | 1.ФК Кайзерслаутерн | Кубок УЄФА      | 1/32 фіналу   | 2     | 2    |                                     |
| 1984-85           | ІФК Гетеборг        | Кубок чемпіонів | 1/4 фіналу    | 6     | 7    | Найкращий бомбардир турніру         |
| 1985-86           | ІФК Гетеборг        | Кубок чемпіонів | 1/2 фіналу    | 8     | 7    | Найкращий бомбардир турніру         |
| ВСЬОГО            | ІФК Гетеборг        | 5 євросезонів   | 5 євросезонів | 34    | 27   |                                     |
| ВСЬОГО            | 1.ФК Кайзерслаутерн | 2 євросезони    | 2 євросезони  | 10    | 6    |                                     |
| ВСЬОГО за кар'єру | ВСЬОГО за кар'єру   | 7 євросезонів   | 7 євросезонів | 44    | 33   | Найкращий бомбардир турніру — тричі |

## Виступи за збірну
1976 року дебютував в офіційних матчах у складі національної збірної Швеції. Протягом кар'єри у національній команді, яка тривала 10 років, провів у формі головної команди країни 28 матчів, забивши 9 голів.
У складі збірної був учасником чемпіонату світу 1978 року в Аргентині.

## Кар'єра тренера
Розпочав тренерську кар'єру, ще продовжуючи грати на полі, 1988 року, ставши граючим тренером команди клубу «Юнсеред».
Надалі очолював команди клубів «Ергрюте», «Уддевольд», «Вестра Фрелунда», «Геккен», а також молодіжної збірної Швеції.
З 2008 року очолює тренерський штаб команди «Коппарберг» (Гетеборг).

## Титули і досягнення

### Командні
- Чемпіон Швеції (2):

ІФК Гетеборг: 1982, 1984
- Володар Кубка УЄФА (1):

ІФК Гетеборг: 1981-82

### Особисті
- Найкращий шведський футболіст року (1):

1982
- Найкращий бомбардир чемпіонату Швеції: (1)

1981 (20 голів)
- Найкращий бомбардир Кубка УЄФА: (1)

1981-82 (9 голів)
- Найкращий бомбардир Кубка європейських чемпіонів: (2)

1984-85 (7 голів)
1985-86 (7 голів)